# Афогато
Афога́то (італ. affogato — «потонулий») — десерт на основі кави.
Десерт зазвичай готується з ванільного морозива, яке заливають порцією гарячого еспресо. Існують різновиди десерту з додаванням амарето або іншого лікеру.
Афогато їдять ложкою. Є також рецепти з горіховим морозивом, какао-порошком, вершками або топленим шоколадом.